# ایمز (تگزاس)
ایمز (به انگلیسی: Ames) شهری در ایالت تگزاس از ایالات جنوبی ایالات متحده آمریکا است. در سرشماری سال ۲۰۰۰، جمعیت این شهر ۱،۰۷۹ نفر اعلام شد. 